# Pseudoanthidium tenellum
Pseudoanthidium tenellum là một loài Hymenoptera trong họ Megachilidae. Loài này được Mocsáry mô tả khoa học năm 1881.